# Trung Hưng, Yên Mỹ
Trung Hưng là một xã thuộc huyện Yên Mỹ, tỉnh Hưng Yên, Việt Nam.

## Địa lý
Xã Trung Hưng nằm ở bờ phía bắc con sông đào Bắc Hưng Hải, có vị trí địa lý:
- Phía đông giáp xã Trung Hòa
- Phía tây giáp xã Minh Châu
- Phía nam giáp xã Lý Thường Kiệt
- Phía bắc giáp thị trấn Yên Mỹ và xã Thanh Long.

Xã Trung Hưng có diện tích 3,41 km², dân số năm 2019 là 8.408 người, mật độ dân số đạt 2.463 người/km².

## Hành chính
Xã Trung Hưng được chia thành 4 thôn: Đạo Khê, Rồng, Hạ, Trung Đạo.

## Lịch sử
Trước đây, xã Trung Hưng thuộc huyện Mỹ Văn cũ.
Ngày 24 tháng 7 năm 1999, Chính phủ ban hành Nghị định 60/1999/NĐ-CP về việc chuyển xã Trung Hưng thuộc huyện Mỹ Văn cũ về huyện Yên Mỹ mới tái lập quản lý.

## Kinh tế
Xã Trung Hưng phát triển nhiều nhóm nghề như: dịch vụ, nghề thủ công, làng nghề kết hợp thêm với sản xuất nông nghiệp. Các ngành nghề dịch vụ, buôn bán phát triển mạnh ven quốc lộ 39 đến cầu Lực Điền cũ. Nghề đóng thùng bệ ô tô, nghề sửa chữa ô tô, nghề vận tải, cơ khí... phát triển mạnh nhất ở các thôn Đạo Khê, thôn Hạ. Là một xã giao thông thuận lợi phát triển dịch vụ, đa nghề lại có một phần khu công nghiệp Yên Mỹ nên kinh tế phát triển nhanh và nổi bật hơn mặt chung của huyện Yên Mỹ.

## Văn hóa

### Di tích
Ở xã Trung Hưng có nhiều di tích lịch sử, văn hóa, kiến trúc được xếp hạng. Trong đó có di tích đình Thụy Trang (đình Rồng) là di tích cấp quốc gia. Các di tích đình, chùa ở các thôn Trung Đạo, thôn Hạ cũng đã được tỉnh Hưng Yên xếp hạng.

## Giao thông
Các tuyến, hệ thống giao thông quan trọng ở xã:
- Quốc lộ 39: Phố Nối - ngã năm Cầu Treo - ngã tư Dân Tiến - Bô Thời,
- Đường đi cầu Lực Điền mới, đi cao tốc Hà Nội - Hải Phòng
- Hệ thống xe buýt: tuyến 205.